# Кяревере (Тюрі)
Кя́ревере (ест. Kärevere küla) — село в Естонії, у волості Тюрі повіту Ярвамаа.

## Населення
Чисельність населення на 31 грудня 2011 року становила 54 особи.